# Gosipina bexara
Gosipina bexara är en mångfotingart som beskrevs av Chamberlin 1940. Gosipina bexara ingår i släktet Gosipina och familjen storjordkrypare. Inga underarter finns listade i Catalogue of Life.